# Giovane monaco benedettino
Giovane monaco benedettino è un dipinto del pittore veronese Giovan Francesco Caroto conservato presso il museo di Castelvecchio di Verona.
Nel corso degli anni, l'opera è stata più volte attribuita al fratello Giovanni Caroto ma, al 2018, oramai la maggioranza dei critici propende per indicare Giovan Francesco come legittimo autore. I due fratelli dipinsero diverse tele raffiguranti monaci benedettini e questo fa presumere che gli stessi vantassero stabili contatti, seppur non documentati, con l'ordine che a Verona risiedeva presso il monastero dei Santi Nazaro e Celso. 
Le somiglianze con la tela Sofonisba beve il veleno, dello stesso autore, fa supporre che, nonostante permangano alcuni dubbi, l'opera risalga al periodo relativamente giovanile della produzione del Caroto.